# Gnej Domicije Ahenobarb
Gnej Domicije Ahenobarb (11. decembar 17. p. n. e. — januar 41.) bio je blizak rođak petoro rimskih vladara dinastije Julijevci-Klaudijevci. Domicije je bio jedini sin Antonije Starije (nećaka vladara Oktavijana Avgusta i ćerka Avgustove sestre Oktavije koja je bila udata za Marka Antonija) i Lucija Dominicija Ahenobarba (konzul 16. p. n. e). Njegove jedine rođake (sestre) su bile Domicija Lepida Starija i Domicija Lepida Mlađa.

## Život
Domicije je rođen oko 17. godine p. n. e. (iako neki izvori tvrde da je rođen jednu generaciju kasnije u 2. godini p. n. e.). Nećak je vladara Avgusta preko svoje majke Antonije Starije. Bio je blisko povezan sa nekoliko značajnih ličnosti koje su bile značajne u Rimskom carstvom tokom 1. veka. Opisujući ga kao „odvratan i nepošten”, Gaj Svetonije Trankvil je rekao da je kao mladić Domicije služio svom drugom rođaku Gaju Cezaru na Istoku, 2. godine nove ere. Gaj je bio sin Marka Vipsanija Agripe i Julije Starije, Avgustove ćerke. Domicije je učvrstio njihovo prijateljstvo ubivši svog oslobođenika zbog toga što je odbio da pije koliko mu je rečeno. Razlog za prijavu bio je da oslobođenik nije pijan kao on. Na Apijanskom putu, Domicije je prijavljen da je namerno pregazio dete koje se igralo sa svojom lutkom. Na rimskom trgu, Domicije je navodno iskopao oko konjanika jer ga je on otvoreno kritikovao. Gaj Stern tvrdi da je istočnjačka ekspedicija zapravo ona koja je bila ideja Germanika u periodu od 17. do 19. godine., ako se pretpostavlja da je rođen u 2. godini p. n. e.
Kada je bio pretor, Domicije je podvalio nagradu pobedničkih vozača. Poslovođe su se žalile, ali Domicije je odredio da se buduće nagrade isplaćuju na licu mesta. Domicije je takođe smatran ozbiljnim ženskarošem. Car Tiberije ga je optužio za izdaju, preljubu i incest sa svojom sestrom, kao i za preljubu sa drugom plemkinjom, ali ga je spasio uspon Kaligule.
Domicije je oženio svoju rođaku Agripinu Mlađu, Kaligulinu sestru, nakon njenog 13. rođendana, 28. godine. Domicije je tada imao oko 44 godine. Tiberije je naredio brak koji se slavio u Rimu. Domicije je bio bogat, ali izgleda da su on i Agripina odlučili da žive između Ancija i Rima.
Domicije je bio konzul 32. i imenovan od strane Tiberija kao komesar početkom 37. Njegov sin je bio Lucije Domicije Ahenobarb, kasnije car Neron. Prema Svetoniju, tokom čestitanja na rođenju sina, Domicije bi odgovorio da bi svako njegovo i Agripino dete imalp odvratnu prirodu i postalo javna opasnost. U pitanju je činjenica koja je postala stvarna u drugom delu Neronove vladavine.
Umro je od edema u Pirgiju u januaru 41. godine. Po Domicijevoj volji, Neron je nasledio 1/3 imanja, ali je Kaligula, koji je takođe spomenut u testamentu, uzeo Neronovo nasledstvo za sebe. Kada je Klaudije postao car, Neronova baština je obnovljena.

## Nasleđe
Tokom svog života, Domicije nije imao dobru reputaciju. Optužen je kao saučesnik Albucile u zločinima preljube i ubistva, kao i incesta sa svojom sestrom Dominicijom Lepidom i usko je izbegao pogubljenje samo zbog smrti Tiberija.
Njegova udovica Agripina se kasnije udala za Klaudija. Kada je Klaudije umro 13. oktobra 54. godine, Neron ga je nasedio kao Neron Klaudije Cezar Avgust Germanik. Neron je uzvišio sećanje na Domicija i rimski Senat je naredio izgradnju statue 55. godine.